# Long-Distance
Long-Distance är Pridebowls debut-EP, utgiven 1995 av Bad Taste Records.

## Låtlista
All musik skriven av Pridebowl. Alla texter är skrivna av Aaron Goulding, förutom "Sacrifice" (Goulding, Mike Grainey).
1. "In the End"
2. "Long-Distance"
3. "Sacrifice"
4. "Mind Over Matter"
5. "A World Undertaken"
6. "Dollar Sign Cries"

## Personal
- Aaron Goulding - sång
- Henrik Nilsson - gitarr
- Henrik Walse - layout, design
- Kristian Hallberg - fotografi
- Martin Bodin - trummor
- Oskar Andersson - illustrationer i texthäftet, bas
- Stefan Glendell - gitarr

### Fotnoter
1. 1 2  ”Long-Distance”. Discogs.com. http://www.discogs.com/Pridebowl-Long-Distance/release/1419535. Läst 31 december 2011.